# Bahanur Şahin Gökalp
Bahanur Şahin Gökalp (nascuda Bahanur Şahin el 6 de març de 1991 a Tokat) és una jugadora de voleibol, vòlei platja i de neu turca. En la seva carrera de voleibol ha jugat pels clubs com a Galatasaray d'Istanbul, Büyükşehir Belediyespor de Balıkesir, İdmanocağı de Trebisonda i Bolu Belediyespor.
Ha guanyat una medalla de plata en voleibol de neu (representant a Turquia, juntament amb Simge Yalçın, Merve Çelebi i Ayşe Dil) en la 4a etapa del Tour d'Europa 2019, organitzada per la CEV en Àustria, en abril. Va anar en el tercer lloc (amb Merve Çelebi i Selin Yurtsever) en la tercera etapa del mateix Tour, realitzada a Kayseri, Turquia, el gener de 2019. En voleibol de platja, va guanyar una medalla de bronze, juntament amb Elif Kavrar, en el Campionat dels Balcans, realitzat en Asprovalta, Grecia, el 2009.
Bahanur Şahin es va casar amb el jugador de basquetball turc Barış Gökalp el 2017. El seu germà, Nuri Şahin, també és un jugador de voleibol professional.